# Fever (chanson de Dua Lipa et Angèle)
Pour les articles homonymes, voir Fever.
Singles par Dua Lipa
Levitating
(2020) Prisoner
(2020)
Singles par Angèle
Ta reine
(2020) Bruxelles je t'aime
(2021)
Clip vidéo
[vidéo] « Fever », sur YouTube
Fever est une chanson de la chanteuse anglaise Dua Lipa et de la chanteuse belge Angèle, parue sur les éditions française et numérique du deuxième album de Dua Lipa Future Nostalgia. Elle est sortie le 29 octobre 2020 sous le label Warner Records en tant que sixième single de l'album. Fever est une chanson dance-pop et deep house avec des éléments d'eurodance des années 2000 et une production disco-pop qui met en vedette des rythmes de synth-pop et afrobeat. En paroles, elle utilise une métaphore de l'engouement comme une maladie, et aborde l'excitation d'être avec quelqu'un pour lequel on développe presque une fièvre.
Fever a atteint la première place des classements flamand, wallon et français, tout en atteignant le top dix des classements en Hongrie et en Suisse. La chanson a également atteint la 79e place du UK Singles Chart et la 69e place du Billboard Global 200. Le single a reçu la certification d'or en Belgique et en France. Dua Lipa et Angèle ont fait la promotion du single avec une performance aux NRJ Music Awards 2020. Un remix de la chanson par la musicienne française Oklou est sorti le 18 décembre 2020.

## Contexte et sortie
Les chanteuses Dua Lipa et Angèle ont annoncé la sortie de leur collaboration à travers les réseaux sociaux le 23 octobre 2020. Le 26 octobre 2020, Dua Lipa annonce officiellement que leur collaboration s'intitulerait Fever et que sa sortie était prévue quatre jours plus tard. La chanson est sortie le 29 octobre 2020 à 23 h GMT et a été incluse sur les éditions numérique et française du deuxième album studio de Dua Lipa, Future Nostalgia.

## Prestations en public
Le 27 novembre 2020, Angèle et Dua Lipa ont interprété Fever lors du concert numérique de Lipa intitulé Studio 2054. Angèle a été la première de plusieurs artistes invitées pour le concert, où les deux artistes ont interprété Fever pour la première fois,. Le 5 décembre 2020, les deux chanteuses ont interprété la chanson lors des NRJ Music Awards 2020, où Lipa a également interprété un medley de ses singles Levitating et Physical.
La chanson fut également interprétée à quatre reprises par les deux chanteuses durant le Future Nostalgia Tour: au Madison Square Garden à New York, à l'O2 arena à Londres, à Barcelone (le festival Primavera Sound) et à Bercy à Paris. Le reste des dates mettent en scène une projection de la chanteuse belge en fond lors de son couplet, procédé répété durant le Nonante-Cinq Tour d'Angèle avec Dua Lipa projetée en fond. Angèle souhaitait que Dua Lipa vienne à son tour pour un de ses concerts mais elle n'a pas pu être présente.

## Clip vidéo
Le clip de Fever est réalisé par le duo français de réalisateurs We are from L.A. et a été tourné à Londres à la mi-octobre 2020. La vidéo a été filmée au cours de trois jours, avec des tournages pendant la nuit. Le clip vidéo est sorti sur YouTube à 13 h 00 GMT le 6 novembre 2020.

## Réception

### Accueil commercial
Au cours de sa première semaine après sa sortie, Fever  a reçu 14 000 000 de flux et 9 000 téléchargements dans le monde.
Fever s'est classé directement à la deuxième place en France au classement général du SNEP et atteindra la 1re place du classement lors de sa cinquième semaine. Il atteint également la 1re place des classements Ultratop en Belgique (Flandre et Wallonie),. Au Royaume-Uni, Fever se classe à la 79e place du UK Singles Chart lors de sa première semaine dans le classement.
Le single s'est également classé dans le Billboard Global 200, atteignant la 69e place.

## Liste de titres
| 1. | Fever | 2:36 |

| 1. | Fever (Oklou Remix) | 3:00 |

## Crédits
Crédits adaptés depuis Tidal.
- Dua Lipa – écriture, voix
- Angèle – écriture, voix
- Ian Kirkpatrick – production, ingénieur du son, programmation
- Tristan Salvati – production additionnelle, production vocale, ingénieur du son, claviers, percussion
- Josh Gudwin – mixage
- Chris Gehringer (en) – mastérisation

## Classements et certifications
| Classement (2020–21)                    | Meilleure position |
| --------------------------------------- | ------------------ |
| Allemagne (GfK Entertainment)           | 85                 |
| Belgique (Flandre Ultratop 50 Singles)  | 1                  |
| Belgique (Flandre Ultratop 50 Airplay)  | 1                  |
| Belgique (Wallonie Ultratop 50 Singles) | 1                  |
| Belgique (Wallonie Ultratop 50 Airplay) | 1                  |
| Canada (Hot 100)                        | 79                 |
| CEI (Tophit)                            | 59                 |
| Croatie (HRT)                           | 20                 |
| Écosse (OCC)                            | 64                 |
| États-Unis (Digital Songs)              | 31                 |
| Europe (Euro Digital Songs)             | 7                  |
| France (SNEP)                           | 1                  |
| France (SNEP Ventes)                    | 1                  |
| France (SNEP Radio)                     | 1                  |
| Global 200 (Billboard)                  | 69                 |
| Grèce (IFPI)                            | 38                 |
| Hongrie (Single Top 40)                 | 3                  |
| Irlande (Irish Singles Chart)           | 36                 |
| Lettonie (Latvijas Top 40)              | 35                 |
| Lituanie (AGATA)                        | 39                 |
| Nouvelle-Zélande (RMNZ Hot Singles)     | 11                 |
| Pays-Bas (Nederlandse Tipparade)        | 12                 |
| Pays-Bas (Single Tip)                   | 8                  |
| Portugal (AFP)                          | 104                |
| Roumanie (Airplay 100)                  | 18                 |
| Royaume-Uni (UK Singles Chart)          | 79                 |
| Russie (Tophit Radio Top 100)           | 77                 |
| Slovaquie (IFPI Rádio)                  | 72                 |
| Suède (Sverigetopplistan Heatseeker)    | 18                 |
| Suisse (Schweizer Hitparade)            | 9                  |
| Suisse (Charts Romandie)                | 3                  |

| Classement (2020) | Position |
| ----------------- | -------- |
| France (SNEP)     | 86       |

### Certifications
| Pays | Certification | Ventes certifiées |
| --- | ------------- | ----------------- |
| Belgique (BEA)                                                                                            | Platine       | 40 000*           |
| France (SNEP)                                                                                             | Diamant       | 333 333‡          |
| *Ventes selon la certification xNon précisé par la certification ‡ventes/streaming selon la certification |               |                   |

## Historique de sortie
| Pays     | Date             | Format                                 | Version     | Label  | Réf.   |
| -------- | ---------------- | -------------------------------------- | ----------- | ------ | ------ |
| Divers   | 29 octobre 2020  | - Téléchargement - streaming           | Original    | Warner | [ 45 ] |
| Belgique | 30 octobre 2020  | Diffusion radio (succès contemporains) | Original    | Warner | [ 11 ] |
| France   | 30 octobre 2020  | Diffusion radio (succès contemporains) | Original    | Warner | [ 46 ] |
| Divers   | 18 décembre 2020 | - Téléchargement - streaming           | Oklou Remix | Warner | [ 13 ] |